# Las locuras de Parchís
Las locuras de Parchís (la 3ª guerra de los niños) es una película española estrenada en diciembre de 1982, dirigida por Javier Aguirre y protagonizada en los papeles principales por los cinco componentes de Parchís: Frank, Tino, Yolanda, Gemma y David.
La BSO de la película fue editada también en 1982 por Discos Belter.

## Sinopsis
Los niños de Parchís regresan contentos al colegio después de las vacaciones de verano y de un viaje a Disneylandia. Su felicidad se ve interrumpida cuando descubren que Vicky (su nueva compañera de clase) es la hija de Don Atilio, el propietario del colegio y su malvado archienemigo. Debido al rencor que le tienen a su padre, no dudan en hacerle trastadas a Vicky, pero finalmente se dan cuenta de que la niña es buena y acaban siendo buenos compañeros. Cuando Don Atilio descubre que su hija es amiga de los Parchís decide sacarla del colegio para matricularla en una escuela de monjas dirigida por su hermana. Los niños pondrán todo su empeño en rescatarla.

## Reparto
Componentes de Parchís:
- Francisco Díaz Teres como Frank.
- Constantino Fernández Fernández como Tino.
- David Muñoz Forcada como David.
- Gemma Prat como Gemma.
- Yolanda Ventura como Yolanda.

Resto del reparto:
- Rodrigo Valdecantos como Carlitos 'El Flaco'.
- Ricardo Merino como Don Atilio / Doña Urraca.
- Eva Celdrán como Vicky.
- Manuel Alexandre como Don Matías.
- Irene Daina como Mujer de don Atilio.
- Francisco Camoiras como Cipri.
- Antonio Gamero como Portero del internado.
- Jesús Enguita como	Maitre.
- Mari Carmen Alvarado como Cocinera del Internado.
- Emilio Mellado como Cocinero.